# Das Patschuli-Mäuschen
Das Patschuli-Mäuschen ist ein deutsches Stummfilmlustspiel aus dem Jahr 1918 von Franz Hofer.

## Handlung
Lola Grison ist eine reizende junge Dame, die sich ihren Lebensunterhalt als Verkäuferin in einer Parfümerie verdient. Alle sind vernarrt in sie, die (männlichen) Kunden, die für Parfum aller Arten Unmengen an Geld ausgeben, weil Lola unwiderstehlich nach Patschuli duftet, ebenso wie der Lehrjunge. Dies aber passt ihrem Chef, Herrn Veilchenström, überhaupt nicht, denn er selbst kann nicht bei ihr landen. Und dann erdreistet sich auch noch die junge Dame, seinen Heiratsantrag zurückzuweisen! Schließlich entlässt Veilchenström Lola, obwohl er weiß, dass infolgedessen fortan sehr viel weniger Kundschaft bei ihm einkaufen wird. Daraufhin sucht das Mädel nach einer neuen Stellung, die sie auch prompt als Telefonistin findet.
Dort gerät sie mit einem gewissen Baron Herzer in Streit, da er sich von Fräulein Lola schlecht verbunden fühlt. Sie wiederum fühlt sich von dem adeligen Snob beleidigt, und so zerrt sie ihn nach einigem Hin und Her vor Gericht. Doch kurz vor Beginn des Prozesses begegnen sich die beiden zum ersten Mal und finden sogleich Gefallen aneinander. Erst während der Handlung wird ihnen klar, dass sie eigentlich Prozessgegner sind. Der Richter erkennt sogleich, dass sich die beiden gegnerischen Parteien durchaus nicht feindselig gegenüber stehen und überlässt es ihnen, einen außergerichtlichen Vergleich zu finden. So hat das Patschuli-Mädchen durch eine falsche Telefonverbindung den Mann ihrer Träume gefunden.

## Produktionsnotizen
Das Patschuli-Mäuschen passierte im März 1918 die Filmzensur und wurde im darauf folgenden Monat in Berlins Marmorhaus uraufgeführt. Der Dreiakter besaß zunächst eine Länge von 1051 Metern.

## Kritik
„Lo Lolotte ist das Patschuli-Mädel, duftend geradezu in ihrem Gebärdenspiel, liebreizend nach jeder Hinsicht. Mit Bravour gibt Ewald Brückner den Baron Hertzer. Die Photographie ist ausgezeichnet. Dekorationen und Aufnahmen besonders schön.“